# Los siete ahorcados
Los siete ahorcados es una novela de 1908 del escritor ruso Leonid Andreyev. Se cree que el libro influyó en los asesinos del Archiduque Francisco Fernando en 1914.

## Sinopsis

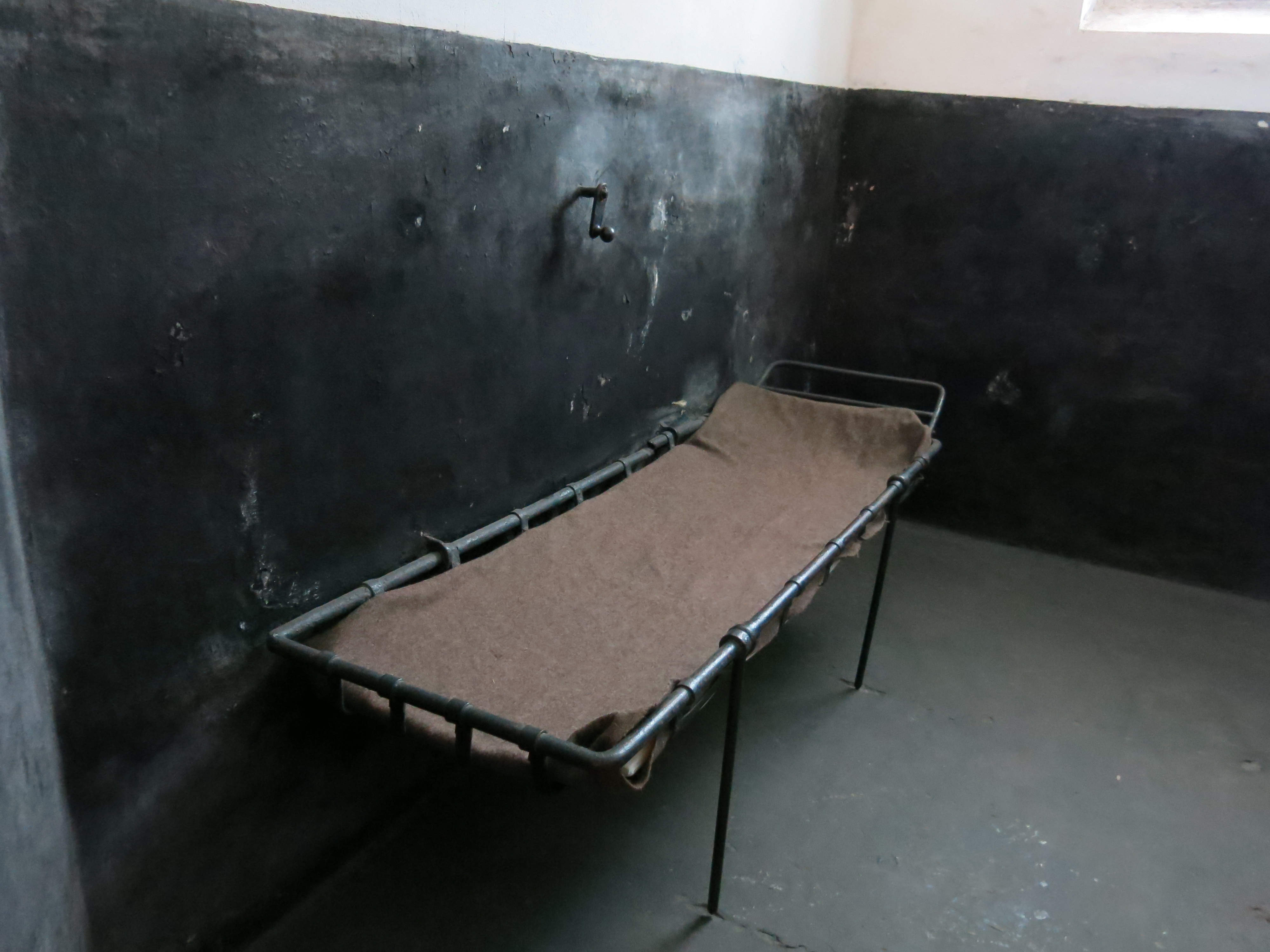
Objeto del patrimonio cultural de Rusia.

Un ministro se entera de un complot de asesinato frustrado de cinco revolucionarios de izquierda, y del trauma que esto le inflige a su paz mental. La novela pasa luego a los tribunales y a las cárceles para seguir el destino de siete personas que han sido condenadas a muerte: los cinco asesinos fracasados, un labrador estonio que asesinó a su patrón y un ladrón violento. Estas personas condenadas esperan su ejecución en la horca. En la cárcel, cada uno de los presos se ocupa de su destino a su manera.

## Los siete prisioneros

### Grupo de Terroristas
- Tanya Kovalchuk. Líder del grupo terrorista y figura materna, que se preocupa más por el destino de sus amigos que por el suyo propio.
- Werner (nombre completo desconocido). Hombre malhumorado y amargado internamente, aprende a sentir simpatía y amor al final de la novela.
- Musya (nombre completo desconocido). El miembro más joven del grupo, que encuentra consuelo en la idea del martirio.
- Sergei Golovin. Exoficial, que se enfrenta a su próxima ejecución concentrándose en su salud y en una rutina de ejercicios llamada el sistema Müller.
- Vasily Kashirin. El más aterrorizado por la muerte entre los conspiradores.

### Otros prisioneros
- Iván Yanson. Un peón estonio en una finca rusa. Mata a su amo y trata de violar a la esposa del amo.  Parece confundido y mentalmente débil.
- Tsiganok Golubets. Un bandido y ladrón ruso de Orel. Va a ser ejecutado por asesinato y está orgulloso de sus actos brutales, actuando mayormente jovialmente hacia su ejecución.

## Adaptaciones al cine
- Rasskaz o semi poveshennykh (Historia de siete ahorcados), dirigida por Pyotr Chardynin (1920). Película muda rusa.
- Balada o siedmich obesených (Los siete que fueron colgados), dirigida por Martin Hollý (1968). Película eslovaca en blanco y negro.